# Крутенко Григорій Павлович
Григорій Павлович Круте́нко (нар. 18 квітня 1929, Миколаївка — пом. 15 квітня 2002, Київ) — український радянський архітектор; член Спілки архітекторів України з 1961 року. Батько мистецтвознавця Наталії Крутенко.

## Біографія
Народився 18 квітня 1929 року в селі Миколаївці (нині Новомосковський район Дніпропетровської області, Україна). 1956 року закінчив Київський інженерно-будівельний інститут.
Після здобуття фахової освіти працював у інституті «Діпромісто» у Києві; упродовж 1974—1988 років обіймав посаду директора Київського науково-дослідного і проєктного інституту містобудування. Помер у Києві 15 квітня 2002 року.

## Архітектурна діяльність
Брав участь у розробленні:
- проєктів забудови південно-західного району Херсона (1958);
- генеральних планів:
  - Миколаєва, Рівного, Львова, Ковеля, Коростеня, Кривого Рогу (1957—1958);
  - Горлівки (1959);
  - Вишневського району Цілиноградської області Казахської РСР, Донецька, Борисполя (1961).

Очолював творчу групу з проєктування вахтових селищ Славутич і Зелений Мис для працівників Чорнобильської АЕС (1986—1987).
Автор низки статей з проблем містобудування та благоустрою міст, селищ і сіл України, зокрема:
- «Каждому селу — генеральный план» // «Строительство и архитектура», 1965, № 11;
- «Село на нашій Україні» // «Україна», 1966, № 4;
- «Новый этап в застройке сел Украины» // «Архитектура СССР», 1968, № 2;
- «Насущные задачи градостроительства Украины» // «В помощь проектировщику», 1970, выпуск 2;
- «Проблемы совершенствования градостроительного проектирования» // «Строительство и архитектура», 1977, № 2.